# Ernst Ludwig Hennig
Ernst Ludwig Hennig (* 20. Juli 1816 bei Grimma; † 16. Oktober 1878 in Grimma) war ein deutscher Jurist und Politiker.

## Leben
Hennig wurde 1816 als ältestes Kind des Ökonomen Jakob Ludwig Hennig auf dem Rothen Vorwerk westlich vor Grimma geboren. Nach Besuch der örtlichen Knabenschule wurde er am 28. Oktober 1829 auf dem Moldanum der Fürstenschule Grimma aufgenommen, im Mai 1830 erhielt er ein Platz im Alumneum. Nachdem er am 5. September 1835 von der Fürstenschule entlassen worden war, studierte Hennig an der Universität Leipzig die Rechtswissenschaften. Nach dem erfolgreichen Studienabschluss kehrte er 1839 nach Grimma zurück. Mit Prüfung vor dem Rat der Stadt Leipzig erhielt er am 17. Juli 1839 den Notariatsbrief. Per 4. Mai 1841 trat er in das dortige Stadtgericht ein. Diese Stellung gab er im Herbst 1845 auf, um als Advokat zu arbeiten. Im Juni 1848 wurde er zum Bürgermeister von Grimma gewählt und trat das Amt am 29. Juli an. Dieses Amt bekleidete er bis zu seinem Tod. 1858 wurde er zum Vorsteher der Sparkasse von Grimma gewählt. Zudem bemühte er sich um den Bau der Eisenbahn Borsdorf–Meißen. 1874 trat er in den Bezirksausschuss der Amtshauptmannschaft Grimma ein und wurde zum Mitglied des Kreisausschusses gewählt. Bei Einführung der Zivilehe übernahm er die Funktion eines Standesbeamten. Von 1850 bis zu seinem Tod war Hennig Mitglied der I. Kammer des Sächsischen Landtags in der Klasse der Magistratspersonen.